# Gunung Biug
Gunung Biug är ett berg i Indonesien.   Det ligger i provinsen Aceh, i den västra delen av landet, 1 600 km nordväst om huvudstaden Jakarta. Toppen på Gunung Biug är 1 474 meter över havet, eller 172 meter över den omgivande terrängen. Bredden vid basen är 0,76 km.
Terrängen runt Gunung Biug är kuperad. Runt Gunung Biug är det ganska tätbefolkat, med 239 invånare per kvadratkilometer. I omgivningarna runt Gunung Biug växer i huvudsak städsegrön lövskog.